# Natàl·lia Xikólenka
Natàl·lia Xikólenka (belarús: Натальля Шыкаленка)  (Andidjan, 1 d'agost de 1964 - Guelendjik, 15 de maig de 2025) va ser una atleta belarussa especialista en el llançament de javelina, que va competir sota bandera de la Unió Soviètica i de l'Equip Unificat durant les dècades de 1980 i 1990
El 1992, sota bandera de l'Equip Unificat, va prendre part en els Jocs Olímpics d'estiu de Barcelona, on guanyà la medalla de plata en la competició del llançament de javelina del programa d'atletisme. Quatre anys més tard, als Jocs d'Atlanta, i sota bandera de Belarús, fou dotzena en la mateixa prova.
En el seu palmarès també destaquen dues medalles al Campionat del món d'atletisme, de bronze el 1993 i d'or el 1995. A nivell nacional guanyà va guanyar títols soviètics de 1986, 1990 i 1991 i el títol de la Comunitat d'Estats Independents de 1992.

## Millors marques
- Llançament de javelina. 71,40 metres (1994)[3][4]